# François-Victor Bally
 (janvier 2024).
 (janvier 2024).
Pour les articles homonymes, voir Bally.
François-Victor Bally, né le 22 avril 1775 à Beaurepaire et mort le 21 avril 1866 à Salon-de-Provence, est un médecin français.
Il fut médecin en chef de l’expédition de Saint-Domingue en 1801-1803.

## Biographie
Bally se distingue, dès sa plus tendre enfance, par son intelligence et son gout pour la carrière des armes. Son père, qui comptait à Grenoble de nombreuses relations, l’envoya au collège de cette ville. En 1792, il quitta, à peine âgé de quinze ans, le collège où il s’était signalé par de brillants succès littéraires pour revenir au foyer paternel, encore indécis sur la carrière qu’il allait embrasser. Les Coalisés menaçant les frontières de la France, électrisé à l’annonce des dangers dont sa patrie était menacée, il voulut se joindre au contingent de volontaires qui se portaient sur les Alpes alors envahies et se mit en route pour Grenoble, où le commandant de place, intime ami de son père Bally, l’accueillit très bien, mais en apprenant son projet, il lui fit observer que sa constitution délicate était un obstacle à ses desseins, et lui conseilla de rentrer à l’hôpital militaire en qualité d’élève.
Bally suivit le conseil que lui donnait l’ami de sa famille, et rentra à l’hôpital où il ne tarda pas à se faire remarquer par sa grande soif d’instruction et son aptitude pour les sciences médicales, consacrant tous ses moments à l’étude, de l’amphithéâtre à la salle des malades, de l’hôpital à la bibliothèque de la ville. Les armées françaises aux prises avec les ennemis de la république, les besoins étaient grands dans les corps de santé. Signalé par ses professeurs, il reçut l’ordre de partir, avec le titre de chirurgien sous-aide, pour les ambulances où son dévouement et sa capacité, à l’armée comme à l’hôpital de Grenoble, lui valurent le grade de chirurgien-major. En 1794, il demanda un congé qui lui fut accordé et alla étudier la médecine à la faculté de Montpellier.

Trois ans plus tard, en aout 1797, il reçut son doctorat avec une thèse remarquable sur la gangrène. L’armée française triomphant alors sur les principales places de l’Italie, il donna de nouvelles preuves de son courage en exposant ses jours pour aller, sous des pluies de balles, secourir les soldats blessés et assista à la bataille de Marengo. À son retour, il fut attaché, en qualité de médecin, aux hôpitaux d’Antibes et de Toulon. De Toulon, on le dirigea sur l’armée d’Espagne où, après être resté quelque temps à l’hôpital de Valladolid comme médecin en chef, il passa au Portugal, en 1801, pour y faire des études spéciales sur les maladies épidémiques. La France était sur le point de perdre sa colonie de Saint-Domingue, dont les esclaves s'étaient révoltés et combattaient sous l’étendard de Toussaint Louverture.

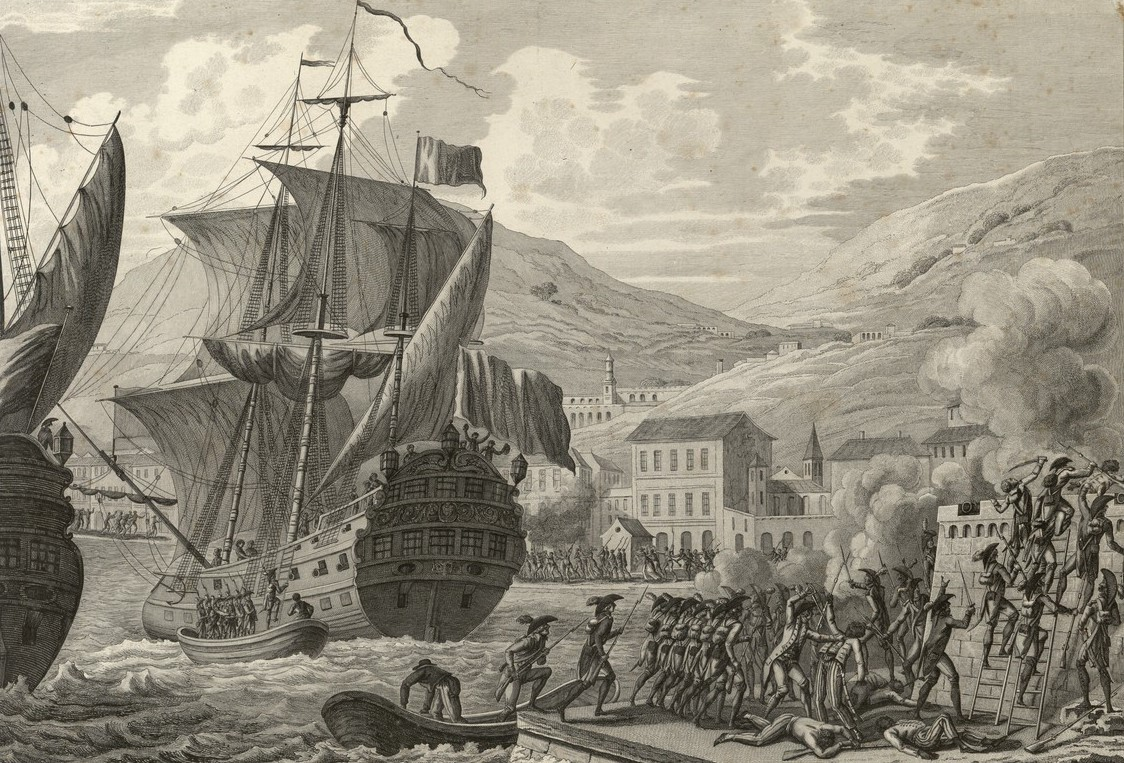
Prise du Cap Français par le général Leclerc, dessiné par Nodet, gravé par Le Beau.

Un corps expéditionnaire est constitué par Napoléon pour rétablir l'autorité de la France et l'esclavage dans la colonie. Nommé médecin en chef de l’expédition, malgré sa jeunesse, alors qu’il n’avait que 27 ans, Bally, eut à lutter, à la tête du service sanitaire de terre et de mer, contre des difficultés de toutes sortes, d’abord contre la fièvre jaune qui emporta 40 000 personnes, y compris le commandement en chef lui-même de l’expédition, le beau-frère de Bonaparte, le général Leclerc. Faisant preuve d’une grande énergie, le jeune médecin en chef se réserva l’hôpital affecté au traitement de la fièvre jaune dont il fit une étude approfondie, passant des journées entières dans cette atmosphère enfiévrée et consacrant à peine quelques heures au sommeil. Lorsque l’armée française décimée par cette épidémie fut forcée de capituler, il resta prisonnier des Anglais. Mis en liberté sur parole, il quitta la Jamaïque où il était consigné mais, avant de rentrer en France, il voulut étudier la fièvre jaune à la Havane et aux États-Unis. À son retour d’Amérique en 1803, il attribua la fièvre jaune aux miasmes : après avoir étudié les vagues d’infection sur la côte méditerranéenne espagnole, il arrive, en 1814, à la conviction intime : « que cette maladie est fort souvent contagieuse, mais qu’elle ne l’est pas toujours. »
Lorsque l’épidémie apparut en Europe, d’abord sur le littoral espagnol, de Barcelone à Cadix, en 1805, le gouvernement le chargea, avec Desgenettes et Duméril d’aller sur les lieux pour rechercher l’origine de cette maladie qui, en un an, avait fait un million de victimes dans la péninsule. À son retour, il se démit de son grade dans l’armée. En 1820, une épidémie désolant le département de l’Oise, l’ex-médecin en chef de Saint-Domingue fut chargé de l’observer. À cette époque, alors la fièvre jaune ravageait La Havane, les navires venant des ports infectés étaient admis de suite en libre pratique sur tout le littoral espagnol. Les capitaines-marins trompaient facilement l’administration sanitaire des ports, qui, par sa tolérance, ne craignait pas, en favorisant le commerce, de compromettre la santé des masses en négligeant la nécessité des quarantaines. Les chaleurs tropicales de l’année 1821 favorisèrent le développement du fléau, et Barcelone, qui faisait un grand commerce avec les Antilles, ne tarda pas à être éprouvée par la maladie. Les deux tiers de la population émigrèrent, et, sur les 60 à 10 mille qui restaient, on ne comptait pas moins de 500 cas mortels par jour. Le voisinage de cette maladie inspira, au gouvernement français, des craintes sérieuses pour ses provinces du Midi, que le fléau menaçait d’envahir. Une commission, formée de suite, fut chargée d’aller étudier les moyens de combattre le fléau et de garantir les provinces frontières. L’académie proposa Bally au Ministre de l’Intérieur qui l’accepta et le nomma président de la commission médicale. Il s’adjoignit François, de Sens, familiarisé comme lui avec la fièvre jaune et qui avait été sous ses ordres, à Saint-Domingue, 18 ans auparavant. Pariset, le jeune docteur André Mazet (d)  et Rochoux, médecins anti-contagionistes, leur furent adjoints.

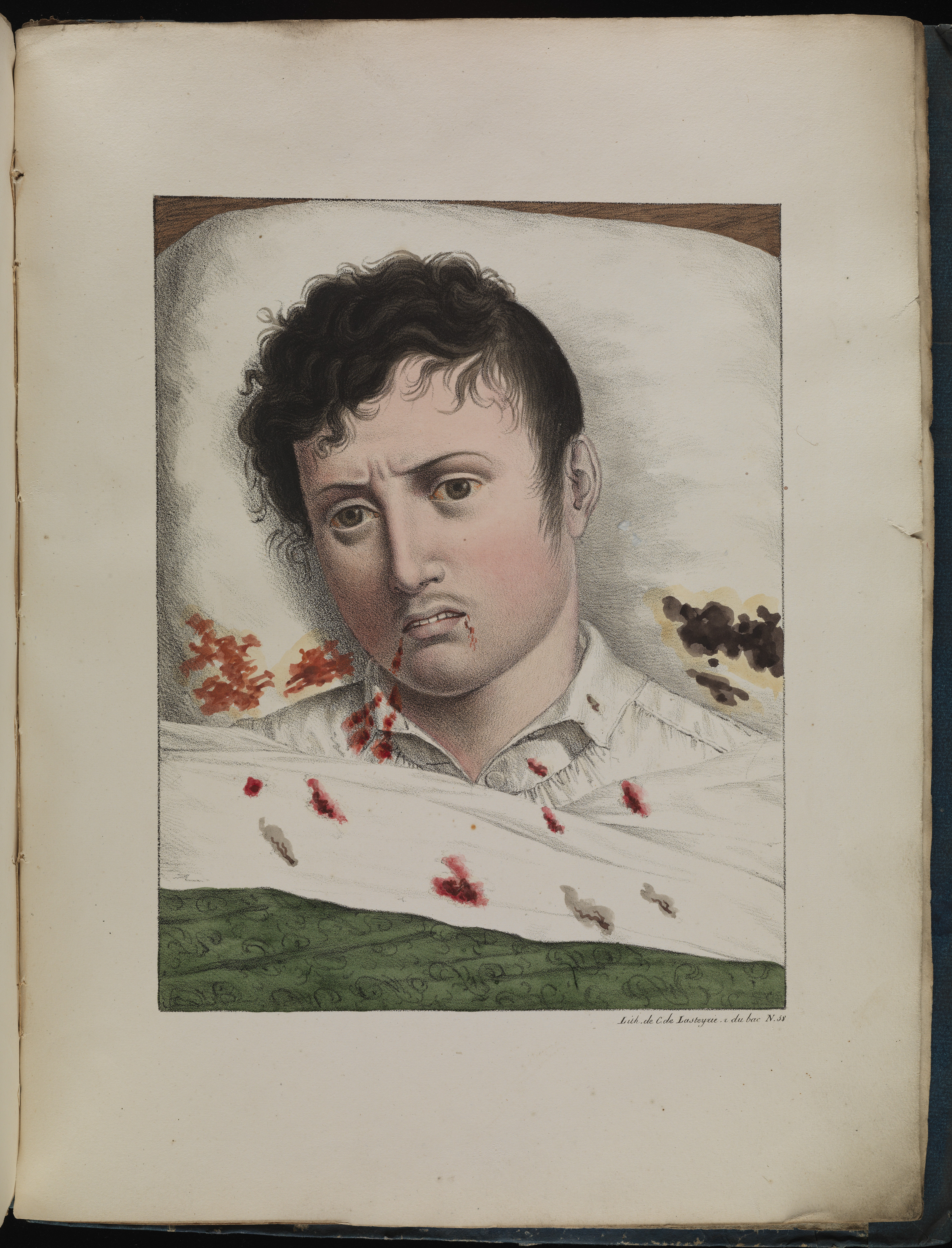
Planche extraite d’une série de 4 publiées dans Observations sur la fièvre jaune, faites à Cadix, en 1819.

Le ministre de la guerre nomma Audouard, médecin principal des armées, en dehors de la commission, laquelle quitta Paris, le 28 septembre 1821 et arriva dans la grande cité catalane, le 9 octobre suivant. Après s’être entendus avec l’alcade don José de Cabanas, les cinq docteurs se partagèrent le travail. Bally et son compagnon François, eurent pour mission de visiter les malades en ville et dans les hôpitaux. À une époque où la fièvre jaune passait généralement pour contagieuse, ce dévouement fut considéré comme héroïque, d’autant plus qu’André Mazet fut atteint de cette maladie, deux jours après son arrivée, n’ayant vu que deux malades. Bally ne quitta pas son collègue qui mourut dans ses bras. Lui-même fut atteint, mais en réchappa, mais son domestique fut foudroyé en vingt-quatre heures par la maladie. Le 25 octobre, encore imparfaitement guéri de sa grave il commença, pour le compte de la commission, des autopsies, et lui seul fit, à dater de ce moment, toutes celles qui ont été consignées dans le livre qu’ils publièrent. Durant tout le temps qu’il remplit cette rude mission, il n’accepta jamais aucun salaire.
Ayant quitté Barcelone à la fin de novembre, la commission se dirigea, après avoir été soumise à plusieurs quarantaines, sur Paris où elle fut accueillie avec enthousiasme. Dans un poème mis au concours, Delphine de Girardin proclama le dévouement de Bally, qui fut présenté comme candidat à l’Académie des sciences.  Ses observations effectuées lors de l’épidémie de Barcelone en 1821 avaient fait de lui un contagionniste convaincu : « la fièvre jaune est produite par un poison communicable qui réside chez les hommes, dans les effets usuels, dans les marchandises, et même dans une atmosphère limitée qui entoure le foyer de la contagion. Il est étrange que les fréquentes importations de la fièvre jaune en Europe, importations qui toutes ont été prouvées, n’aient pas dessillé les yeux des médecins qui s’obstinent encore à nier la contagion. Tout parle contre ce système d’opposition qui perdra beaucoup de sa force et de son importance, à mesure qu’on examinera les faits, à mesure qu’on discutera les causes de ces invasions dans des contrées où le typhus d’Amérique fut toujours inconnu » et « Quant aux causes, il faut convenir que leur recherche est la partie la plus épineuse, parce qu’à Barcelone elles sont toutes conjecturales. II n’y a que l’importation et la reproduction d’un miasme propagateur qui soient bien nettement prouvées. » Croyant que la fièvre jaune de l’Amérique et celle de la Catalogne étaient une forme de typhus, il demanda que celle-ci soit renommée « typhus-miasmatique-ataxique-putride-jaune », ce qui ne fut pas retenu. Nommé Chevalier de la Légion d’honneur, le 5 décembre 1821, il fut créé chevalier de Saint-Michel, le 20 du même mois. Le 22 février 1822, le gouvernement proposa à la chambre des députés de lui accorder, ainsi qu’aux autres membres de la commission, une pension de 2 000 francs, à titre de récompense nationale. En mars 1822, il fut nommé associé étranger de la Société de médecine de Vilna, chevalier de l’Ordre de Charles III d'Espagne en mai, de la même année ; membre du conseil supérieur de santé du royaume, le 21 avril 1822 ; médecin en chef de l’hôpital de la Pitié, le 8 octobre, de la Charité, de l’Hôtel-Dieu de Paris, Président de l’Académie impériale de médecine, grand cordon de Saint-Michel, etc.
Il rédigea également le programme que Méhémet Ali demanda au conseil supérieur de santé de France, programme qui préserva l’Égypte du choléra. De mars 1832 à janvier 1833, il fut chargé spécialement, lors de la Deuxième pandémie de choléra à Paris, des salles des cholériques à l’Hôtel-Dieu. Un an auparavant, étant veuf et sans enfants, il avait épousé la veuve d’un colonel de cavalerie. Étant venu se retirer au château de la Butte, à Villeneuve-sur-Yonne, il visa la députation et adressa, en 1842, une profession de foi libérale aux électeurs du 2e collège électoral de Grenoble, et une seconde, plus démocratique, aux électeurs de l’Yonne, datée de Paris, le 1er mars 1848.

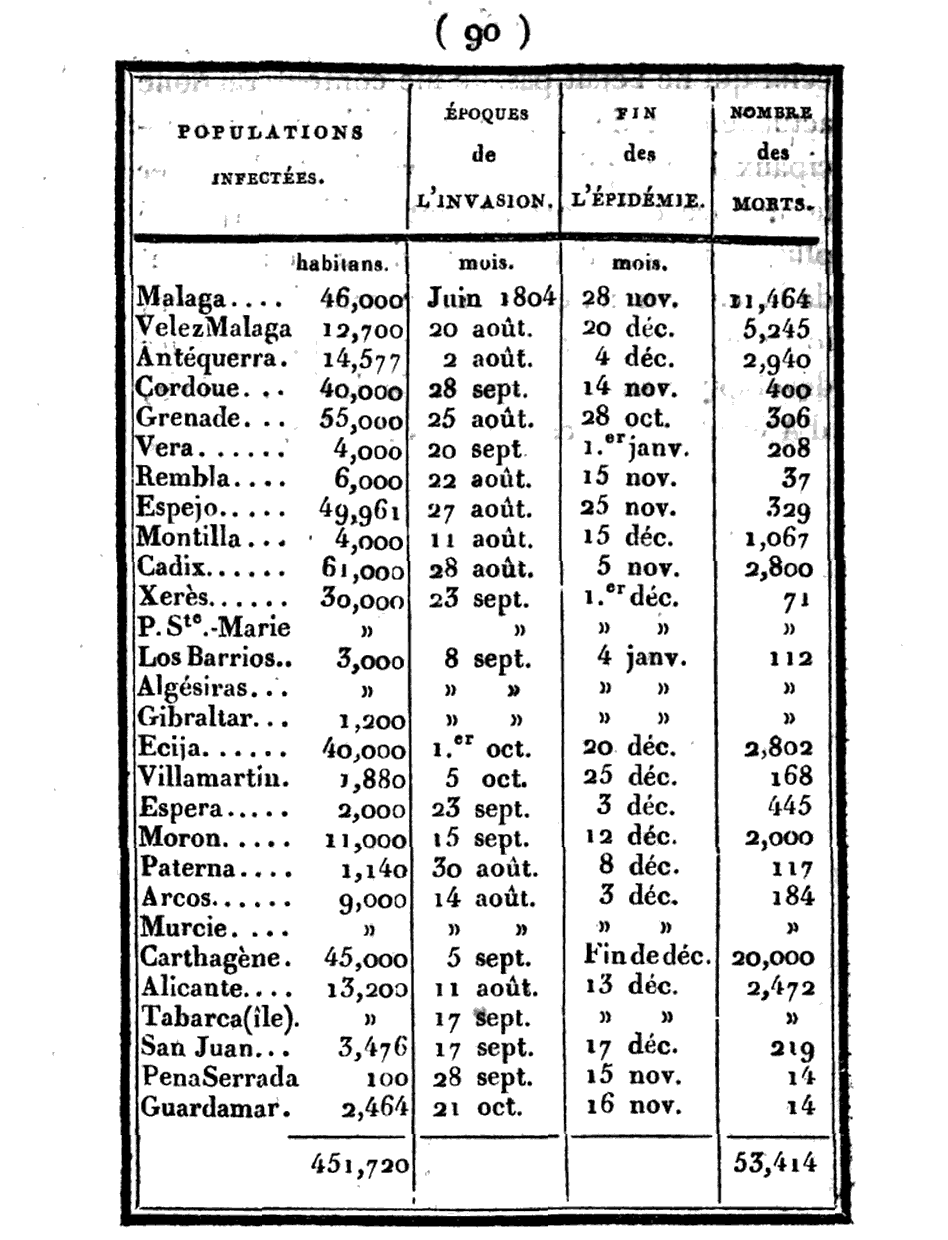
Tableau de l’épidémie de fièvre jaune en Espagne en 1804 dans Du typhus d’Amérique, ou de la fièvre jaune, Paris, 1814.

Membre fondateur de la société pour l’instruction élémentaire, dont il fut vice-président, en 1854, et secrétaire en 1835, il organisa, en 1815, la première école d’enseignement mutuel, rue Popincourt, à Paris, formant lui-même, dans son salon, les premiers moniteurs de l’école et publiant (1816-1818), un Guide de l’enseignement mutuel, qui eut plusieurs éditions, et dont il abandonna généreusement le produit à la caisse de la société. il fit un rapport sur un projet économique proposé par l’abbé Gaultier, qu’il remplaça au conseil d’instruction formé à la préfecture de la Seine, tendant à faciliter l’instruction des enfants des petites communes pauvres qui n’ont que vingt à trente élèves. C’est à lui qu’on doit les premiers tableaux de grammaire française employés dans les écoles mutuelles.
En 1846, il fut nommé président de la section de médecine lors de la 14e session du congrès scientifique de France, à Marseille. L’année suivante, les membres du congrès scientifique de Tours lui décernèrent la présidence. En 1847, on le retrouvait à Rome et à Naples, où il était venu faire des études statistiques sur le choléra. Plus que septuagénaire, il fit avec Alexandre Herpin, l’ascension du mont Vésuve, trajet qu’il accomplit sans porteurs et sans aides, avec une force et une vigueur extraordinaires. Nommé vice-président du congrès scientifique de Grenoble En 1858, il lut, devant cette assemblée qu’il lut une notice sur le botaniste, membre de l’Institut, Dominique Villars.
Ayant abandonné son château de la Butte, en novembre 1865, pour venir s’établir à Salon, près de son neveu, Victor Bally, chirurgien en chef de l’hôpital de cette ville, il mourut, après trois jours de maladie, entouré de ses enfants et jouissant toujours de toutes ses facultés, à l’âge de 92 ans. Outre ses ouvrages, il avait également publié quelques autres mémoires dans la Revue encyclopédique (1849), la Revue médicale (1820), la Gazette des Hôpitaux (1849) ; des mémoires sur la gymnastique dans le grand dictionnaire des sciences médicales ; mémoires sur les analogies et les différences du choléra asiatique et de la fièvre jaune (Extrait du Bulletin de la société d’éducation). Il a donné les 5e et 6e éditions du formulaire magistral de Cadet-Gassicourt, Paris, 1825 et 1826, in-18.

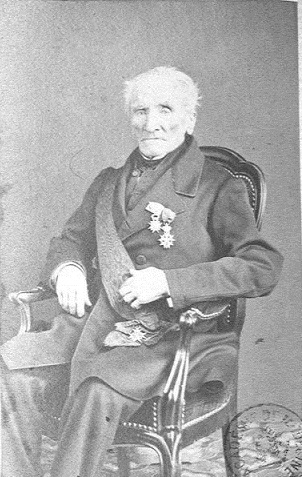
Photo par Antoine Trinquart

## Publications
- Opinion sur la contagion de la fièvre jaune, Paris, Feugueray, 1810, 62 p., in-8° (OCLC 493136068)Extrait de la Revue médicale.
- Du typhus d’Amérique ou fièvre jaune, Paris, Smith, 1814, xxvi, 623, in-8° (OCLC 880739305, lire en ligne).
- Rapport présenté à S. Exc. le Ministre de l’intérieur, par la commission médicale envoyée à Barcelone, Paris, 1822, imprimerie royale, in-8°.
- Histoire de la fièvre jaune, observée en Espagne et particulièrement en Catalogne, dans l’année 1821, Paris, Imprimerie Royale, 1823, xvi, 664, in-8° (OCLC 39680745, lire en ligne)Avec André François et Étienne Pariset.
- Rapport fait au conseil supérieur de santé, sur la fièvre jaune qui a régné au Port-du-Passage, en 1825, Paris, Didot, 1824, in-4°.
- Études sur la choladrée lymphatique ou choléra indien, et sur la fièvre jaune, Paris, F. Didot, 1835, [55]-90, in-8° (lire en ligne).
- Considérations pratiques sur les fièvres intermittentes et sur l'emploi du sulfate de quinine, Paris, [s.n.], 1821.
- Éducation physique : coup d’œil sur l’histoire de la gymnastique, Paris, Armand-Louis-Jean Fain, 1817, v, in-8° (OCLC 456854765)Extrait du Journal d'éducation, n(os) 5 et 11 de la 2e année 1817
- Notice sur les eaux thermales de La Motte-Saint-Martin, arrondissement de Grenoble, Paris, Bourgogne et Martinet, 1844, 14 p., in-8° (OCLC 456854776).
- Français de Nantes, vie morale, politique et littéraire, Paris, L. Martinet, 1859, 208 p., in-8° (OCLC 456854769, lire en ligne).
- Le Voyage d’Horace à travers les marais Pontins, considéré spécialement sous le point de vue médical, in-8°.
- Lyon à l’occasion de la maladie asiatique, Paris, Plon frères, 1850, 22 p., in-8° (OCLC 493102099)Extrait de la Gazette des hôpitaux. Novembre 1850.
- Topographie médicale d’Angers, Paris, Plon frères, 1850, 15 p., in-8° (OCLC 456854785)Extrait de la Gazette des hôpitaux. Décembre 1849.
- Considération sur la rage, in-8°, 1850.
- Notice historique sur le botaniste Villars, in-8°, 1858.
- Projet d’association médicale, Paris, H. Plon, 1857, 3 p., in-8° (OCLC 456854780).
- Projet d’un hôtel de retraite pour les médecins, Paris, E. Martinet, 1864, 15 p., 27 cm (OCLC 31973189).
- Guide de l’enseignement mutuel : avec des gravures et des tableaux (préf. Herbault), Paris, Armand-Louis-Jean Fain, 1816-1818, xxiv-328, in-12 (OCLC 879275163, lire en ligne).

### Biographies
- Évariste Bertulus, Le Docteur Bally : par son élève et ami., Marseille, Olive, 1866, 38 p., in-18 jésus (OCLC 12113990)Extrait de la Gazette du Midi.
- Alexandre Herpin, Notice sur le docteur Victor Bally, extrait du Bulletin de la société pour l’instruction élémentaire, Paris, Raçon et Cie , 1866 8 p., in-8°.
- « Notice sur le docteur Bally », Biographie du Dauphiné, vol. 1er, 1856, 5 col., p. 57-59.
- Joseph Minjollat de La Porte, Notice sur le docteur François-Victor Bally : médecin en chef de l’expédition de Saint-Domingue, né à Beaurepaire d’Isère, le 22 avril 1775, mort à Salon (Bouches du-Rhône), le 21 avril 1866, Vienne, impr. de Savigné, 1867, 11 p., in-8° (lire en ligne).
- Bernard Brisou, « François-Victor Bally », dans Histoire de l'Académie du Var : des origines à 1835, t. II, éd. association Livres en Seyne, 2019, 326 p. (ISBN 979-10-96694-09-9), p. 161-162. .

## Distinctions
- Chevalier de l'ordre de Charles III
- Chevalier de la Légion d'honneur